# 尚和县
尚和县是1941年至1949年间河南省曾存在过的一个县，今属濮阳市。是冀鲁豫抗日根据地于1941年由河南省濮阳县析置，政府设于柳屯。

## 历史沿革
1941年3月，中共冀鲁豫区委决定将濮阳县在原濮北、濮东、濮南办事处的基础上，划分为濮阳、尚和、昆吾3县，其中尚和县辖原12、13、14、15区，县政府设于柳屯。
1944年10月，尚和县并入昆吾县。
1945年1月正式宣布撤销尚和县建制。
1947年5月濮阳、昆吾重新划分为濮阳、尚和、昆吾3县。
1949年8月20日，冀鲁豫区建制撤销，与太行行署合并成立平原省，尚和县属濮阳专区行署。
1949年9月10日，濮阳县、尚和县、昆吾县重新合并为濮阳县。